# Boana balzani
Boana balzani é uma espécie de anuro da família Hylidae encontrado na Bolívia e no Peru. Pode ser achado em altitudes que variam entre 1200 e 2210 metros, tendo como habitats naturais florestas úmidas de baixa altitude, florestas montanas, rios e canais.